# Quỷ ám

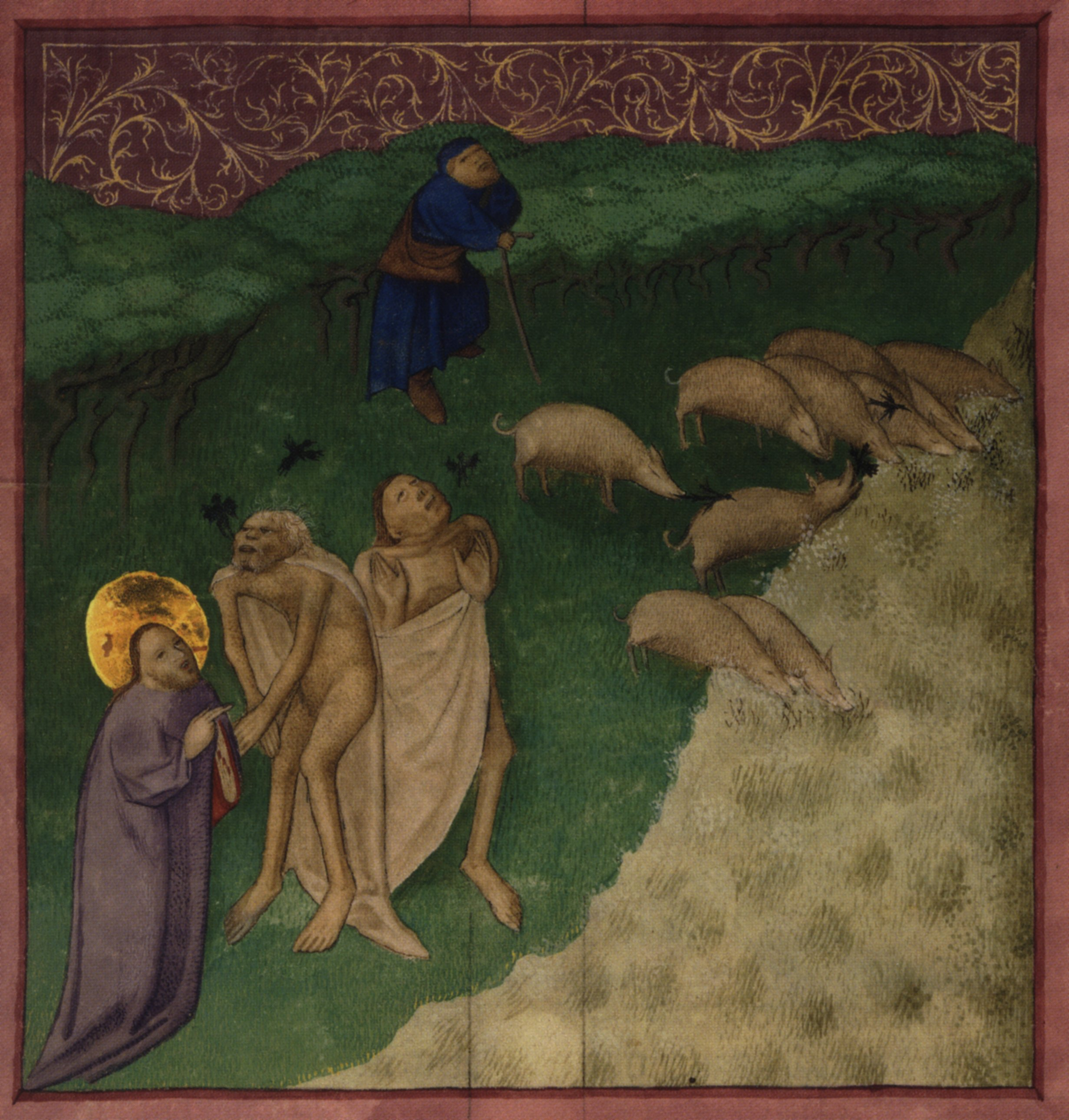
Tranh vẽ cảnh quỷ ám

Quỷ ám là một hệ thống niềm tin cho rằng một cá nhân bị một thực thể siêu nhiên ác độc nhập hồn, thường gọi là ác quỷ. Các biểu hiện của quỷ ám thường bao gồm mất trí nhớ hoặc nhân cách, ngất lịm như thể người đang hấp hối. Các biểu hiện khác như truy nhập vào ẩn tri thức và ngoại ngữ (Xenoglossy; ngoại ngữ trong vô thức), nhiều thay đổi rõ rệt trong ngữ điệu và khuôn mặt, xuất hiện những vết thương bất thường (vết cào, cắn), có sức mạnh siêu phàm. Không giống như trong mượn xác, chủ thể không thể kiểm soát được thực thể nhập vào mình và nó chỉ ra khỏi khi bị trục xuất, thường là bằng một hình thức trừ tà. Đây là một vấn đề Tâm linh chứ không phải là vấn đề mà khoa học thông thường giải thích được.
Nhiều nền văn hóa và tôn giáo có một số khái niệm về quỷ ám, nhưng khác nhau đáng kể. Các tài liệu đề cập đến vấn đề nhập hồn của ác quỷ xưa cũ nhất là từ người Sumer, họ tin rằng tất cả các bệnh tật của thân thể và tâm trí bị gây ra bởi "con quỷ bệnh tật" gọi gidim hoặc gid-dim. Các tư tế thực hành trừ tà trong những quốc gia này được gọi là ashipu (thầy phù thủy) khác với một asu (bác sĩ) là những người sử dụng phương pháp băng bó và thoa thuốc. Nhiều tấm đất sét hình nêm có chứa những lời cầu nguyện đến các vị thần nào đó để bảo vệ khỏi ác quỷ, và những lời cầu khấn các vị thần trục xuất ác quỷ đã xâm chiếm cơ thể của họ.
Các nền văn hóa Shaman giáo cũng tin vào quỷ ám và các pháp sư (shaman) sẽ thực hiện nghi lễ trừ tà. Ở những nền văn hóa này, bệnh tật thường được cho là do sự hiện hữu của một linh hồn đầy thù hận trong cơ thể của bệnh nhân. Những linh hồn này thường những hồn ma của động vật hoặc người từng bị người bị nhập hãm hại, do đó các nghi lễ trừ tà thường bao gồm những nghi thức cúng tế đầy kính trọng. Kitô giáo cho rằng quỷ ám xuất phát từ ác quỷ, tức Satan, hay một trong những thuộc hạ của nó. Trong nhiều hệ tín ngưỡng Kitô giáo, Satan và các thuộc hạ của nó là những thiên thần sa ngã.